# Carel Christiaan Hugo Jongkind
Carel Christiaan Hugo Jongkind (1954 ) es un botánico y explorador neerlandés. Ha realizado viajes de recolecciones de especímenes botánicos a Costa de Marfil, Gabón, Ghana, Guinea, Liberia, Madagascar. Y colabora activamente con el Herbario del Museo de Historia Natural de Londres (B.M.).
Es un destacado especialista en la flora del oeste y centro tropical de África.

## Algunas publicaciones
- Jongkind, CCH; WD Hawthorne. 2005. A botanical synopsis of the lianes and other forest climbers. Cap. 2 en Forest Climbers of West Africa, eds. F Bongers, MPE Parren & D Traoré. pp. 19 - 39

- Jongkind, CCH. 2004. Checklist of Upper Guinea forest species. pp. 447-477 en: Poorter, L. et al. (eds) Biodiversity of West African Forests, Cabi Publishing

### Libros
- Jongkind, CCH. 1999. Flore du Gabon 35, Combretaceae. 115 pp. Muséum nationale d'Histoire naturelle, París

- Hawthorne, WD; CCH Jongkind. 2006. Woody Plants of Western African Forests. A guide to the forest trees, shrubs and lianes from Senegal to Ghana. Royal Botanic Gardens, Kew. 1.023 pp.

## Honores

### Epónimos
- (Asclepiadaceae) Secamone jongkindii Klack.[3]

- (Chrysobalanaceae) Dactyladenia jongkindii Breteler[4]

- (Meliaceae) Heckeldora jongkindii J.J.de Wilde[5]

- La abreviatura «Jongkind» se emplea para indicar a Carel Christiaan Hugo Jongkind como autoridad en la descripción y clasificación científica de los vegetales.[6]